# Christlicher Name
Christliche Namen sind zum Beispiel Vornamen, die oft auf den christlichen Glauben ihrer Träger verweisen, indem sie sich von Begriffen christlicher Theologie herleiten oder die Namen von Personen des Neuen oder auch des Alten Testaments aufgreifen.

## Geschichte
Das Tragen von Namen, die vor allem im hellenistischen Raum einen Bezug auf eine heidnische Gottheit hatten (z. B. „Demetrios“ auf Demeter oder „Apollonios“ auf Apollon), wurde von einigen Christen in der Antike als unangemessen betrachtet. Durch die Annahme eines neuen Namens mit christlichem Hintergrund wurde die Hinwendung zu dem neu angenommenen Glauben für jedermann sichtbar dokumentiert.
Diese Sichtweise setzte sich allerdings erst ab dem 4. Jahrhundert langsam durch. Zuvor schien in dieser Beziehung einige Gleichgültigkeit geherrscht zu haben, da z. B. von 87 Bischöfen einer nordafrikanischen Synode des Jahres 256 gerade zwei einen christlichen Namen trugen. Adolf von Harnack behauptete sogar: „Die Märtyrer starben, weil sie sich weigerten, den Göttern zu opfern, deren Namen sie trugen.“
Das änderte sich langsam. Eusebius von Caesarea berichtet, dass bei der Personenfeststellung zukünftiger Märtyrer der Verhörende statt des erwarteten Namens den Namen eines biblischen Propheten zu hören bekam: 
Dies kam aber daher, weil sie an Stelle ihrer von den Eltern beigelegten, wahrscheinlich von Götzen entlehnten Namen solche Namen angenommen hatten. Daher konnte man denn hören, wie sie sich Elias, Jeremias, Isaias, Samuel und Daniel nannten und sich so nicht allein durch Werke, sondern durch ihre Namensbezeichnungen als Juden im Geiste und als echte und wahre Israeliten Gottes kundgaben.
Zudem gab es den Namenswechsel von Proselyten, die sich in antike jüdische Gemeinden aufnehmen ließen. Dieser Brauch war möglicherweise Vorbild für das Christentum und wurde auch deshalb als passend empfunden, da die junge Kirche sich teilweise als das „wahre Israel“ (verus Israel) sah.
In der Spätantike hatte der Brauch sich dann durchgesetzt: Bei der Ausgrabung einer frühbyzantinischen Basilika bei Karthago fanden sich zahlreiche Beispiele christlicher Namen. Dazu gehörten:
- Namen von (karthagischen) Märtyrern: Cyprian, Perpetua etc.
- neutestamentliche Namen: Johannes, Maria, Paulus, Petrus
- Namen mit Bezug auf die christliche Theologie: bekannte wie Anastasia (von Anastasis „Auferstehung“), aber auch heute vergessene wie Rederaptus oder Renovatus (sich beziehend auf die bei der Auferstehung zu erwartende Erneuerung des Menschen)
- Bezüge auf Feste: Pascasius (von Pascha = Ostern), Sabbatius (von Sabbat)
- theophore Namen: schlichte wie Dominicus (lateinisch Dominus „Herr“), Cyracus (griechisch Kyrios „Herr“), aber auch programmatische wie Quodvultdeus („was Gott will“), Spesindeo („Hoffnung in Gott“) und Deogratias („Danke Gott“)

Erst im 6. Jahrhundert kommt es dazu, dass ein Papst, der einen heidnischen Namen trägt, diesen ändert. Der 533 zum Papst gewählte Mercurius nannte sich fortan Johannes II. und begründete so den Brauch der Annahme eines neuen (Papst-)Namens bei der Papstwahl.